# Hans Steger (Politiker, 1922)
Hans Steger (* 9. Februar 1922 in Vilich-Rheindorf; † 23. Dezember 1998 in Bonn) war ein deutscher Politiker (CDU).
Steger hatte eine Lehre zum Heizungs- und Lüftungsbauer absolviert und war ab 1951 Mitglied des Beueler Stadtrats. Von 1961 bis 1969 war er Bürgermeister der Stadt Beuel. Anschließend übte er bis 1989 das Amt eines  Bürgermeisters der Stadt Bonn aus. Am 27. Oktober 1989 wurde Steger Ehrenbürger der Stadt Bonn. Außerdem erhielt er 1990 das Große Bundesverdienstkreuz.
Sein Grab befindet sich auf dem Friedhof in Schwarzrheindorf. Nach Steger ist seit 2000 das rechtsrheinische Hans-Steger-Ufer benannt.